# 729 (số)
729 (bảy trăm hai mươi chín) là một số tự nhiên ngay sau 728 và ngay trước 730.

## Trong toán học
- {\displaystyle {\sqrt {729}}} = 27.
- {\displaystyle {\sqrt[{3}]{729}}} = 9.
- {\displaystyle {\sqrt[{6}]{729}}} = 3.